# Copa da Alemanha de Voleibol Masculino de 2019–20
A Copa da Alemanha de Voleibol Masculino de 2019–20 foi a 30.ª edição desta competição organizada pela Federação Alemã de Voleibol (em alemão:  Deutsche Volleyball-Verband, DVV). Ocorreu de 27 de outubro de 2019 a 16 de fevereiro de 2020 e contou com a presença de 20 equipes alemães.
O Berlin Recycling Volleys triunfou o título desta competição pela quinta vez em sua história ao derrotar o SWD Powervolleys Düren na final por 3 sets a 0. O oposto norte-americano Benjamin Patch foi eleito o melhor jogador do torneio.

## Regulamento
O torneio foi divido em 5 etapas: primeira rodada, oitavas de final, quartas de final, semifinais e final.

## Equipes participantes
| - Berlin Recycling Volleys - SWD Powervolleys Düren - TV Rottenburg - TSV Herrsching - TSV Giesen - United Volleys Frankfurt - VfB Friedrichshafen - Volleyball Bisons Bühl - Baden Volleys Karlsruhe - HYPO TIROL AlpenVolleys Haching | - Heitec Volleys Eltmann - Gonsenheim Volley - Netzhoppers - SV Lindow Gransee - SVG Lüneburg - SVG Lüneburg II - Blue Volleys Gotha - FCJ Köln - PSV Neustrelitz - TV/DJK Hammelburg Volleyball |

## Resultados

### Primeira rodada
| Data       | Hora  |                       | Placar |                         | Set 1 | Set 2 | Set 3 | Set 4 | Set 5 | Total  | Relatório |
| ---------- | ----- | --------------------- | ------ | ----------------------- | ----- | ----- | ----- | ----- | ----- | ------ | --------- |
| 27/10/2019 | 10:00 | Hammelburg Volleyball | 0–3    | Baden Volleys Karlsruhe | 19–25 | 23–25 | 18–25 |       |       | 60–75  |           |
| 27/10/2019 | 12:00 | SV Lindow Gransee     | 3–1    | PSV Neustrelitz         | 25–23 | 25–17 | 13–25 | 27–25 |       | 90–90  |           |
| 27/10/2019 | 12:00 | SVG Lüneburg II       | 3–2    | FCJ Köln                | 25–14 | 25–22 | 23–25 | 23–25 | 15–12 | 111–98 |           |
| 27/10/2019 | 13:00 | Gonsenheim Volley     | 3–0    | Blue Volleys Gotha      | 25–16 | 25–23 | 25–14 |       |       | 75–53  |           |

### Oitavas de final
| Data       | Hora  |                         | Placar |                          | Set 1 | Set 2 | Set 3 | Set 4 | Set 5 | Total   | Relatório |
| ---------- | ----- | ----------------------- | ------ | ------------------------ | ----- | ----- | ----- | ----- | ----- | ------- | --------- |
| 02/11/2019 | 14:00 | SV Lindow Gransee       | 1–3    | Volleyball Bisons Bühl   | 25–23 | 16–25 | 13–25 | 23–25 |       | 77–98   |           |
| 02/11/2019 | 14:00 | AlpenVolleys Haching    | 2–3    | TV Rottenburg            | 25–20 | 24–26 | 25–20 | 23–25 | 9–15  | 106–106 |           |
| 02/11/2019 | 15:00 | Baden Volleys Karlsruhe | 0–3    | TSV Giesen               | 20–25 | 25–27 | 12–25 |       |       | 57–77   |           |
| 02/11/2019 | 15:00 | SVG Lüneburg            | 0–3    | SWD Powervolleys Düren   | 20–25 | 20–25 | 21–25 |       |       | 61–75   |           |
| 02/11/2019 | 15:30 | VfB Friedrichshafen     | 3–1    | Heitec Volleys Eltmann   | 27–25 | 23–25 | 25–21 | 32–30 |       | 107–101 |           |
| 03/11/2019 | 12:00 | SVG Lüneburg II         | 0–3    | United Volleys Frankfurt | 23–25 | 23–25 | 13–25 |       |       | 59–75   |           |
| 03/11/2019 | 12:00 | Gonsenheim Volley       | 0–3    | TSV Herrsching           | 23–25 | 13–25 | 18–25 |       |       | 54–75   |           |
| 03/11/2019 | 12:00 | Netzhoppers             | 0–3    | Berlin Recycling Volleys | 19–25 | 22–25 | 19–25 |       |       | 60–75   |           |

### Quartas de final
| Data       | Hora  |                        | Placar |                          | Set 1 | Set 2 | Set 3 | Set 4 | Set 5 | Total | Relatório |
| ---------- | ----- | ---------------------- | ------ | ------------------------ | ----- | ----- | ----- | ----- | ----- | ----- | --------- |
| 20/11/2019 | 15:00 | SWD Powervolleys Düren | 3–1    | United Volleys Frankfurt | 22–25 | 25–20 | 25–22 | 25–22 |       | 97–89 |           |
| 20/11/2019 | 15:30 | TV Rottenburg          | 3–1    | TSV Giesen               | 25–20 | 24–26 | 25–22 | 25–23 |       | 99–91 |           |
| 20/11/2019 | 16:00 | VfB Friedrichshafen    | 0–3    | Berlin Recycling Volleys | 20–25 | 21–25 | 22–25 |       |       | 63–75 |           |
| 20/11/2019 | 16:00 | Volleyball Bisons Bühl | 1–3    | TSV Herrsching           | 14–25 | 25–21 | 20–25 | 24–26 |       | 83–97 |           |

### Semifinais
| Data       | Hora  |                          | Placar |                | Set 1 | Set 2 | Set 3 | Set 4 | Set 5 | Total | Relatório |
| ---------- | ----- | ------------------------ | ------ | -------------- | ----- | ----- | ----- | ----- | ----- | ----- | --------- |
| 08/12/2019 | 10:30 | SWD Powervolleys Düren   | 3–0    | TV Rottenburg  | 25–16 | 25–17 | 25–22 |       |       | 75–55 |           |
| 08/12/2019 | 11:00 | Berlin Recycling Volleys | 3–0    | TSV Herrsching | 25–17 | 25–21 | 25–17 |       |       | 75–55 |           |

### Final
| Data       | Hora  |                        | Placar |                          | Set 1 | Set 2 | Set 3 | Set 4 | Set 5 | Total | Relatório |
| ---------- | ----- | ---------------------- | ------ | ------------------------ | ----- | ----- | ----- | ----- | ----- | ----- | --------- |
| 16/02/2020 | 09:45 | SWD Powervolleys Düren | 0–3    | Berlin Recycling Volleys | 12–25 | 18–25 | 22–25 |       |       | 52–75 |           |

## Premiação
| Copa da Alemanha de 2019–20                   |
| Berlim                                        |
| --------------------------------------------- |
| Berlin Recycling Volleys Campeão (5.º título) |